# Summer Gigs 1976
Summer Gigs 1976は、イギリスのロックバンド、クイーンが1976年に行ったコンサート・ツアーである。

## 概要
当時バンドは新たなアルバムのレコーディングを進めていたが、それを一旦中断して1976年9月にイギリスで短いツアーを行った。最終日のロンドン、ハイド・パークでの無料コンサートには、15万人以上の観客が集まった。また、このツアーでは、当時レコーディング中のアルバムから新曲として「タイ・ユア・マザー・ダウン」と「テイク・マイ・ブレス・アウェイ」が初披露された。

## セットリスト
エディンバラ、スコットランド
1. ボヘミアン・ラプソディ (オペラ・ロックセクション)
2. オウガ・バトル
3. スウィート・レディ
4. ホワイト・クイーン
5. フリック・オブ・ザ・リスト
6. マイ・ベスト・フレンド
7. ボヘミアン・ラプソディ
8. キラー・クイーン
9. マーチ・オブ・ザ・ブラック・クイーン
10. ボヘミアン・ラプソディ (リプライズ)
11. リロイ・ブラウン
12. ブライトン・ロック
13. ギター・ソロ
14. サン・アンド・ドーター
15. '39
16. テイク・マイ・ブレス・アウェイ
17. 預言者の唄
18. ストーン・コールド・クレイジー
19. ドゥーイング・オール・ライト
20. うつろな日曜日
21. タイ・ユア・マザー・ダウン
22. 炎のロックンロール
23. ライアー
24. 神々の業 (リヴィジテッド)
アンコール
25. ナウ・アイム・ヒア
アンコール
26. ビッグ・スペンダー
27. 監獄ロック
28. ゴッド・セイヴ・ザ・クイーン

ロンドン、イングランド
1. A Day at the Races Overture
2. ボヘミアン・ラプソディ (オペラ・ロックセクション)
3. オウガ・バトル
4. スウィート・レディ
5. ホワイト・クイーン
6. フリック・オブ・ザ・リスト
7. マイ・ベスト・フレンド
8. ボヘミアン・ラプソディ
9. キラー・クイーン
10. マーチ・オブ・ザ・ブラック・クイーン
11. ボヘミアン・ラプソディ (リプライズ)
12. リロイ・ブラウン
13. ブライトン・ロック
14. ギター・ソロ
15. サン・アンド・ドーター
16. '39
17. テイク・マイ・ブレス・アウェイ
18. 預言者の唄
19. ストーン・コールド・クレイジー
20. 炎のロックンロール
21. ライアー
22. 神々の業 (リヴィジテッド)

## ツアー日程
| 日付          | 都市         | 国             | 会場                       |
| ------------- | ------------ | -------------- | -------------------------- |
| 1976年9月1日  | エディンバラ | スコットランド | エディンバラ・プレイハウス |
| 1976年9月2日  | エディンバラ | スコットランド | エディンバラ・プレイハウス |
| 1976年9月10日 | カーディフ   | ウェールズ     | カーディフ城               |
| 1976年9月18日 | ロンドン     | イングランド   | ハイド・パーク             |